# 司马浦镇
司马浦镇是中国广东省汕头市潮南区所辖的一个镇，位于潮南区西部。全镇面积30.5平方公里，人口11.97万人。下辖19个村（居）委。

## 行政区划
- 居民委员会：大布上、大布下、下店、司上、司下、蔡沟、长陇
- 行政村：华里西、溪美朱、美西、港洲、仙港、上底、下桥、下美、塭美、港美、下方、窖洋

## 交通
- 揭惠高速公路
- 汕湛高速公路
- 324国道
- 235省道司神公路